# Omnivorisme

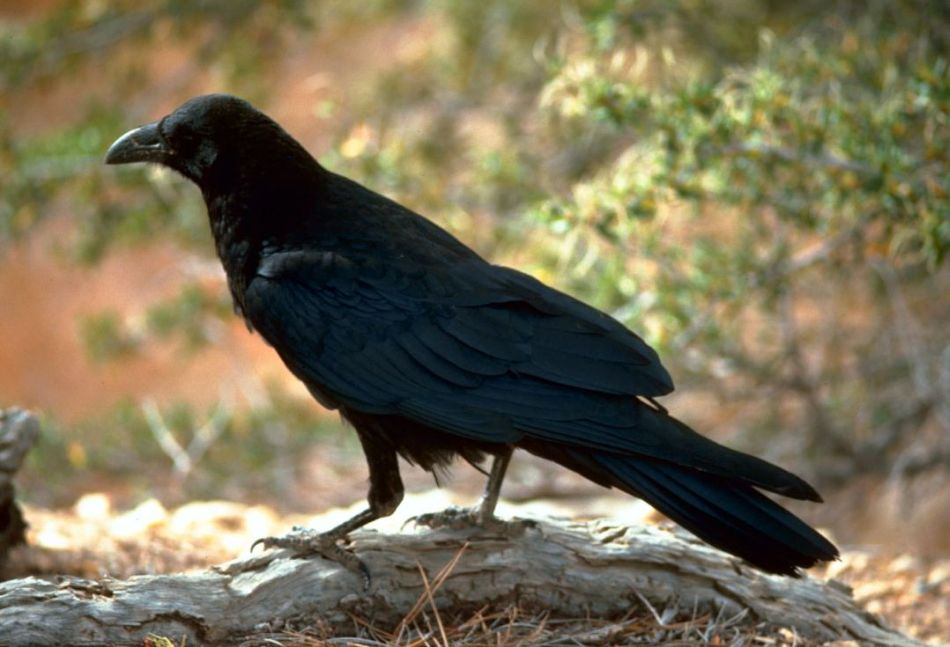
Els corbs són omnívors.

L'omnivorisme és el tipus de dieta dels animals que mengen tant plantes com altres animals com a font primària d'aliment. Són menjadors oportunístics i generals, dels quals el tracte digestiu no està específicament adaptat per menjar i digerir exclusivament material vegetal o carn.
Els porcs i els homes, excepte els vegetarians, són típics omnívors. Els corbs són un altre exemple d'un omnívor comú.
Tot i que hi ha casos d'herbívors que de vegades també mengen carn, i casos de carnívors que mengen esporàdicament plantes, aquesta distinció es refereix a les adaptacions i font primària d'aliment de l'espècie en general, de manera que aquestes excepcions no fan que l'exemplar en concret o l'espècie en general siguin omnívors.